# Atlantische Hurrikansaisons 1701–1800
Die Jahre 1701 bis 1800 stellten die Hurrikansaisons 1701–1800 dar. Während nicht für jeden aufgetretenen Sturm Daten verfügbar sind, waren einige Teile der Küstenlinie bevölkert genug, um Daten über Hurrikanerscheinungen zu geben. Jede Saison war ein andauerndes Ereignis im jährlichen Zyklus der Bildung von tropischen Wirbelstürmen im atlantischen Becken. Die meisten Bildungen tropischer Wirbelstürme ereignen sich zwischen Juni und November.

## Beschreibung eines Hurrikans
Ein Hurrikan, der zwischen dem 28. August und 30. August 1772 über die östlichen Großen Antillen hinwegzog und später Jamaika traf, bevor er nordwestwärts durch den Golf von Mexiko ziehend nach Alabama wanderte, wurde von dem zu dieser Zeit auf Saint Croix lebenden Alexander Hamilton in einem Brief an seinen Vater beschrieben:

„Sehr geehrter Herr,
Ich nehme meine Feder in die Hand, nur um Ihnen einen unvollständigen Bericht über einen der schrecklichsten Hurrikans, den die Erinnerung oder jegliche Notizen je ausfindig machen konnte und sich hier am 31. ultimo zur Nacht ereignete, zu geben. Er begann ungefähr bei Einbruch der Dunkelheit, im Norden, und wütete gewaltsam bis zehn Uhr. Unmittelbar darauf folgte ein plötzliches und unerwartetes Intervall, das um eine Stunde lang dauerte. Währenddessen verlagerte sich der Wind zum Südwestpunkt, von wo er mit verdoppelter Raserei zurückkehrte und bis fast drei Uhr in der Frühe fortfuhr. Gütiger Gott! welch Horror und Vernichtung – es ist für mich unmöglich es zu beschreiben – oder Ihnen eine Idee davon zu geben. Es schien als ob eine völlig Auflösung der Natur stattfinden würde. Das Gebrüll des Meeres und Windes – Feuermeteoren flogen durch die Luft – der gewaltige Glanz des beinahe unaufhörlichen Blitzes – der Krach zusammenstürzender Häuser – und die ohrenbetäubenden Schreie der Bekümmerten genügten, um selbst bei den Engeln Erstaunen zu erwecken. Ein Großteil der Gebäude überall auf der Insel wurden zu Boden gerissen – beinahe der gesamte Rest wurde erschüttert – einige Menschen wurden getötet und zahlreiche sind völlig ruiniert – ganze Familien laufen über die Straßen ohne zu wissen wo sie Obdach finden können – das Erbrochene in das Gemenge von Luft und Wasser gestoßen – ohne Bett auf dem sie liegen können – oder etwas Trockenes, um ihren Körper zu bedecken – und unsere Häfen sind gänzlich leer. In einem Wort, Elend, in seinen grässlichsten Formen, verstreute sich über das gesamte Antlitz des Landes …“

Der Brief wurde von mehreren Zeitungen in New York abgedruckt.

## Stürme
| Jahr | Ort                                              | Datum                        | Todesfälle                                       | Schaden/Bemerkungen |
| ---- | ------------------------------------------------ | ---------------------------- | ------------------------------------------------ | --- |
| 1700 | Charleston, South Carolina                       | 14. September                | 98                                               | n.v. |
| 1703 | Virginia, Maryland, Neuengland                   | 18. Oktober                  | n.v.                                             | Große Wind- und Flutschäden; viele Schiffe wurden vermisst |
| 1705 | Havanna, Kuba                                    | n.v.                         | Viele wurden vermisst                            | 4 Schiffe vermisst |
| 1706 | Virginia                                         | 6. November                  | n.v.                                             | 14 Schiffe vermisst |
| 1707 | St. Augustine, Florida                           | 30. September                | n.v.                                             | Schwere Fluten und Schäden |
| 1708 | Südwestkaribik                                   | n.v.                         | 578                                              | n.v. |
| 1712 | Jamaika                                          | 8. September                 | 400                                              | Viele Häuser zerstört |
| 1713 | Martinique                                       | 4. und 5. September          | 100                                              | n.v. |
| 1713 | South Carolina                                   | 16. September                | 70                                               | Schwere Fluten, schuf neue Meeresarme |
| 1714 | Florida Keys                                     | Spätjuni                     | Viele ertrunken                                  | Viele Schiffe gesunken |
| 1715 | Bahamas, Florida Keys                            | 30. Juli                     | 1000 bis 2500                                    | 4 Schiffe vermisst; Untergang der Silberflotte |
| 1720 | Puerto Rico                                      | n.v.                         | 500                                              | n.v. |
| 1722 | Puerto Rico, Jamaika, Carolina                   | 28. August bis 3. September  | 280                                              | n.v. |
| 1722 | Jamaika, Louisiana, South Carolina               | 10. bis 28. September        | 400                                              | - Zog am 11. September durch die Kleinen Antillen. - Landgang in Louisiana am 23. September mit 15 Stunden Hurrikanwinden und einer 2,5 m hohen Sturmwelle. - Viele Schiffe in Louisiana vermisst. - 2,5 m hohe Sturmwelle verursachte Fluten in New Orleans, was zum Umzug als Staatshauptstadt nach Baton Rouge führte. - Drei Tage Flutregen in South Carolina um den 27. September. |
| 1723 | Massachusetts                                    | 23. und 24. Februar          | 0                                                | |
| 1724 | Chesapeake Bay                                   | 23. August                   | n.v.                                             | Ernste Ernteschäden, ein Schiff vermisst |
| 1724 | Hispaniola                                       | 12. September                | 121                                              | n.v. |
| 1726 | Jamaika                                          | 2. November                  | 18+                                              | n.v. |
| 1728 | Carolina                                         | August                       | n.v.                                             | n.v. |
| 1730 | Jamaika                                          | 1. September                 | n.v.                                             | Ein Schiff, inklusive des Ex-Präsidenten von Panama vermisst. |
| 1731 | Inseln unter dem Winde                           | 24. Juni                     | 1+                                               | zwei Schiffe zerstört |
| 1733 | Bahamas, Florida Keys                            | 15. Juli                     | 56                                               | Untergang der Silberflotte |
| 1737 | Dominikanische Republik                          | 9. September                 | Einige Menschen ertrunken                        | Viele Schiffe zerstört |
| 1740 | Puerto Rico                                      | 11. und 12. September        | n.v.                                             | Zwei Schiffe zerstört |
| 1740 | Louisiana                                        | 23. September                | n.v.                                             | Zerstörte die Stadt La Balize, Louisiana |
| 1742 | Jungferninseln, Puerto Rico                      | 27. und 28. Oktober          | n.v.                                             | Zwei Schiffe vermisst |
| 1743 | Jamaika                                          | 20. Oktober                  | „Eine große Zahl“                                | n.v. |
| 1744 | Jamaika                                          | 31. Oktober und 1. November  | 182                                              | n.v. |
| 1746 | Karibik                                          | n.v.                         | n.v.                                             | Dreizehn Schiffe zerstört |
| 1747 | Virginia                                         | 15. September                | 50+                                              | Ausbildungsdienstschiff zerstört |
| 1747 | North Carolina, Massachusetts                    | 8. Oktober                   | „Viele“                                          | Sieben Schiffe zerstört |
| 1747 | Bermuda                                          | 10. Oktober                  |                                                  | „Gewaltsamer Sturmwind“ |
| 1747 | St. Kitts                                        | 24. Oktober                  |                                                  | „Mehr als 20 Segelschiffe vermisst“ |
| 1748 | Abgelegen der Virginia Kaps                      | 11. September                |                                                  | „Verstörte Flüchtlinge“ |
| 1748 | Bermuda                                          | 13. Oktober                  |                                                  | Bis zu 20.000 £ an Schaden |
| 1749 | North Carolina, Virginia, Maryland               | 12. Oktober                  | Eine Familie                                     | 30.000 £, Fluten- und Baumschäden |
| 1750 | In Küstennähe zu North Carolina                  | 17. August                   | n.v.                                             | Vier Schiffe vermisst |
| 1751 | St. Kitts                                        | 24. Juli                     | Gesamte Mannschaft                               | Ein Schiff vermisst |
| 1752 | South Carolina                                   | 15. September                | 103                                              | n.v. |
| 1752 | Kuba                                             | 26. September                | n.v.                                             | Sechzehn Schiffe vermisst |
| 1752 | In Küstennahe zu Florida                         | 22. Oktober                  | 7+                                               | Zwölf Schiffe vermisst |
| 1754 | Santo Domingo                                    | September                    | n.v.                                             | Zwölf Schiffe vermisst |
| 1757 | Virginia                                         | 11. August                   |                                                  | 3 Tage Regen; große Böen aus SW-NW-N |
| 1758 | St. Kitts                                        | 10. November                 | 200                                              | n.v. |
| 1758 | Saint Marks, Florida                             | n.v.                         | 40                                               | n.v. |
| 1760 | Bermuda                                          | 25. Oktober                  | 50                                               | „minimaler Hurrikan“ |
| 1761 | Outer Banks von North Carolina                   | 20. September                | n.v.                                             | Ein „ernster Äquinoktialsturm“ schlug eine Bresche durch die Outer Banks. Dieser „Neue Meeresarm“ wurde 1881 zu Kosten von 600.000 US-Dollar (1881; in heutigen Preisen: 16.411.000 US-Dollar) geschlossen. |
| 1766 | Martinique                                       | 13. August                   | 440                                              | |
| 1766 | Galveston, Texas                                 | 4. September                 | n.v.                                             | Fünf Schiffe wurden zerstört, aber die Mannschaft und Gegenstände wurden gerettet. Eine spanische Mission namens Nuestra Senora De la Luz und das Presidio San Augustine de Ahumado am unteren Trinity River wurden zerstört. Der Constance Bayou in Louisiana wurden nach einem der bei diesem Sturm zertrümmerten Schiffe benannt. |
| 1766 | St. Christopher, Montserrat                      | 13. September                | n.v.                                             | die halbe Stadt und viele Schiffe zerstört |
| 1766 | Guadeloupe                                       | 6. Oktober                   | n.v.                                             | ein Sklavenschiff mit allen Menschen an Bord sank |
| 1766 | Nordwest-Florida                                 | 23. Oktober                  | n.v.                                             | ein Schiff sank mit der gesamten Mannschaft außer dreien |
| 1767 | Martinique                                       | August                       | n.v.                                             | 1600 Verletzte |
| 1767 | North Carolina                                   | 21. September                | n.v.                                             | Eine Anzahl Schiffe wurde vermisst. Fluten in Virginia zerstörten eine Mühle im Warwick County komplett. |
| 1768 | Havanna, Kuba                                    | 15. Oktober                  | 1000                                             | n.v. |
| 1769 | North Carolina                                   | 5. September                 | mindestens 6                                     | Ein Schiff gesunken, starke Überflutungen, viele alte Häuser im Osten North Carolinas und Südosten Virginias (insbesondere um Williamsburg, York, Hampton und Norfolk) wurden nach 13 Stunden andauernder starker Winde zerstört. |
| 1769 | Nordostküste Florida, South Carolina             | 25. bis 28. September        |                                                  | näherte sich St. Augustine, Florida, drehte jedoch nordostwärts ab und traf am 28. bei Charleston, auf Land. Der Schaden in Carolina war minimal, in Nordostflorida traten Ernteschäden auf. |
| 1772 | Puerto Rico, Hispaniola, Jamaika, Alabama        | 28. August bis 4. September  | mindestens 280                                   | Traf als westwärts ziehender Hurrikan am 28. August Puerto Rico und am 30. August Hispaniola, später auch Jamaika. Er zog nordwestwärts durch den Golf von Mexiko und schlug am 4. September etwas westlich von Mobile, Alabama ein. Viele Schiffe in der Umgebung von Mobile wurden zerstört. |
| 1772 | North Carolina                                   | 1. September                 | 50                                               | vierzehn Schiffe an Land geworfen |
| 1773 | Virginia                                         | 26. August                   | n.v.                                             | große Schäden an den Schiffen in dem Gebiet |
| 1773 | Südostvirginia                                   | 30. September bis 2. Oktober | n.v.                                             | Ein dreitägiger Dauerregen in der Region |
| 1774 | Virginia                                         | 24. und 25. August           | n.v.                                             | „August Nor’easter“, der zwei Tage Dauerregen brachte |
| 1774 | Maryland                                         | 3. September                 | n.v.                                             | Das Dach des Maryland Capitol in Annapolis wurde beschadigt. |
| 1775 | Karibik                                          | Ende Juli                    | n.v.                                             | n.v. |
| 1775 | North Carolina, Virginia, Neufundland            | 29. August bis 9. September  | 4000–4163                                        | Der Neufundland-Hurrikan von 1775 ist der atlantische Hurrikan mit der sechsthöchsten Zahl an Opfern; der Sturm traf am 29. August die Outer Banks, brachte schwere Regenfälle nach Südostvirginia und drehte nach Nordosten. Traf am 9. September auf die Ostküste Neufundlands. Die meisten der Opfer waren ertrunkene Seeleute aus England und Irland; die Sturmflut erreichte eine Höhe von 6 bis 9 Metern. Gilt als größte Naturkatastrophe in der Geschichte Kanadas. |
| 1775 | Turks- und Caicosinseln                          | 2. November                  | mindestens elf                                   | einige englische Kriegsschiffe |
| 1776 | Carolina                                         |                              | n.v.                                             | Der Hurrikan behinderte ein Gefecht des Amerikanischen Unabhängigkeitskrieges in Virginia; Versorgungsschiffe in der Chesapeake Bay sanken; mäßiger Schaden in dem Gebiet. |
| 1776 | Martinique und Pointe-a-Pitre, Guadeloupe        | 5. und 6. September          | über 6000                                        | n.v. |
| 1777 | nahe der Küste Floridas                          | Juni                         | n.v.                                             | spanisches Schiff gesunken, keine Überlebenden |
| 1777 | Zentralatlantik                                  | 10. September                | n.v.                                             | Fünf Schiffe gingen verloren |
| 1778 | 12. August                                       | Virginia                     | n.v.                                             | Verhinderte eine Seeschlacht zwischen der britischen und französischen Flotte, da der heraufziehende Hurrikan die Trennung der Schiffe herbeiführte. |
| 1778 | Kuba                                             | 28. Oktober                  | Mehrere                                          | Die meisten der Opfer ertranken. |
| 1778 | Cape Cod, Massachusetts                          | 1. November                  | 50–70                                            | Steht möglicherweise mit dem Ereignis vom 28.–31. Oktober in Verbindung. |
| 1779 | Louisiana                                        | 18. August                   | n.v.                                             | Alle Schiffe außer einem der spanischen Kriegsflotte sanken vor der Küste. Traf den Hafen von New Orleans und trieb die im Hafen liegenden Schiffe weit ins Landesinnere. Schwere Schäden. William Dunbar theoretisierte zum ersten Mal darüber, dass sich ein Hurrikan um einen „Strudel“ im Zentrum dreht. |
| 1779 | Martinique                                       | 28. August                   | „viele“                                          | n.v. |
| 1779 | Atlantikküste                                    | 3. Dezember                  | 120                                              | n.v. |
| 1780 |                                                  |                              |                                                  | Die Atlantische Hurrikansaison 1780 war außerordentlich zerstörend und die verlustreichste seit Beginn der Aufzeichnungen mit über 25.000 Opfern. Drei verschiedene Hurrikans, alle im Oktober, verursachten je mindestens 1.000 Todesfälle; solch ein Ereignis wiederholte sich seither nicht mehr und nur noch in den Jahren 1893 und 2005 gab es zwei solcher Hurrikans. |
| 1781 | bei Jamaika                                      | 1. August                    | n.v.                                             | Viele Schiffe sanken und wurden an Land getrieben. |
| 1781 | nahe New Orleans                                 | 23. August                   | n.v.                                             | n.v. |
| 1781 | Florida                                          |                              | 2000                                             | |
| 1782 |                                                  | 16. und 17. September        | 3000                                             | mehrere Kriegs- und Handelsschiffe eines englischen Konvois sanken vor Neufundland. |
| 1783 | US-Ostküste                                      | 19. September                | n.v.                                             | Drei Schiffe sanken. |
| 1783 | North Carolina und Virginia                      |                              | n.v.                                             | Umfassender Schaden in North Carolina. Richmond sah sich gewaltsamen Nordostböen für 24 Stunden ausgesetzt, aber kein Schaden. Norfolk und Portsmouth berichteten von einer „25-Fuß-Welle“, die Schaden anrichtete. |
| 1784 | Jamaika                                          | 30. Juli                     | mindestens zwei ertrunken (möglicherweise viele) | |
| 1784 | Curaçao                                          | n.v.                         | n.v.                                             | Viele Schiffe wurden entweder beschädigt oder zerstört. |
| 1785 | Saint Croix, Puerto Rico, Jamaika und Kuba       | 24. bis 29. August           | 142                                              | n.v. |
| 1785 | Delaware                                         | 2. September                 | 181                                              | Einer der wenigen Hurrikans überhaupt in diesem Staat. |
| 1785 | Chesapeake Bay                                   | 23. und 24. September        | n.v.                                             | Die „höchste Welle, die man bis dahin in Norfolk kannte.“ Portsmouth erlebte für 3 Tage einen harten Nordost- bis Nordwestwind. Der Sturm in Virginia wurde sowohl in der Virginia Gazette vom 1. Oktober als auch der New Jersey Gazette vom 1. Oktober vermerkt. |
| 1786 | Barbados                                         | 2. September                 | viele                                            | |
| 1786 | im Osten Virginias                               | 5. Oktober                   | n.v.                                             | Ein möglicher tropischer Sturm führte zu schweren Regenfällen. George Washington zufolge waren die Wellen am Mount Vernon „gelegentlich hoch“ mit „hohen Frischen“. James Madison bei Montpelier sah den Rapidan River über seine Ufer treten. Das Zentrum muss nahe seinem Ort passiert sein, als sich die Winde von Südost nach Südwest verlagerten. |
| 1786 | Jamaika                                          | 20. Oktober                  | 7                                                | Direkter Treffer |
| 1787 | Belize                                           | 2. September                 | 100 Verletzte                                    | |
| 1787 | Honduras                                         | 23. September                | etwa 100                                         | n.v. |
| 1788 | Virginia, Chesapeake Bay                         | 23. und 24. Juli             | n.v.                                             | George Washington berichtete vom Mount Vernon von einem „sehr hohen Nordostwind“, der Schiffe versinken und Bäume fällen ließ. Einer der „gewalttätigsten und ernsthaftesten Hurrikane seit vielen Jahren.“ Madison in Montpelier berichtete von „großen Winden und Regenfällen.“ Der Philadelphia Independent Gazette vom 8. August zufolge begann der Sturm in Norfolk am 23. um 17 Uhr vom Nordosten her und blies um 0:30 Uhr vom Süden einen „perfekten Hurrikan…“. Die Welle war kleiner als 1785. Alexandria sah die Winde auch von Ost-Nordost nach Süden drehen, was die höchste bekannte Welle im Potomac verursachte. |
| 1788 | Martinique, Dominica, Bahamas, Neuengland        | 14. bis 19. August           | 600 bis 700                                      | n.v. |
| 1788 | New Jersey, New York und Neuengland              | 19. August                   | n.v.                                             | „beträchtlichen Schaden in Connecticut und im Westen Massachusetts'.“ |
| 1791 | Westkuba                                         | 21. und 22. Juni             | 3000                                             | Schäden an Ernte und Tierbestand |
| 1791 | Süd-Texas                                        |                              | n.v.                                             | Padre Island und das in der Nähe gelegene Festland wurden überflutet. Eine Herde von 50.000 Rindern eines spanischen Rinderbarones ertrank in der Sturmflut. |
| 1792 | Kleine Antillen                                  | 1. August                    | n.v.                                             | Einige Schiffe zerstört. |
| 1793 | Jungferninseln                                   | 13. bis 16. August           | 28                                               | n.v. |
| 1793 | Louisiana                                        | August                       |                                                  | Ernteschäden und kleine Überflutungen. Möglicherweise stand dieser Sturm mit dem vom 13.–16. August in Verbindung. |
| 1794 | Jamaika                                          | 27. Juni, Ende Juli          | „verursachte viele Todesfälle“                   | Ein Tropischer Sturm traf die Insel, zerstörte mindestens ein Schiff. Einen Monat später traf ein Hurrikan die Insel und „verursachte viele Todesfälle“. |
| 1794 | North Carolina                                   | 4. bis 6. Juli               | n.v.                                             | In Annapolis notierte William Faris in seinem Tagebuch, in der Nacht „regnete und blies es sehr hart“. Um 10 oder 11 Uhr des 6. hellte sich alles wieder auf. |
| 1794 | Kuba, Louisiana                                  | 27. bis 31. August           | 100 auf Kuba, „viele Todesfälle“ in Louisiana    | In Louisiana traten schwere Überflutungen, hohe Winde, Ernteschäden und ungewöhnlich großer Hagel auf. |
| 1794 | Nordostflorida                                   | Anfang Oktober               | n.v.                                             | n.v. |
| 1794 | North Carolina                                   | 25. und 26. Oktober          | n.v.                                             | Sturm oder Hurrikan, 88 mm Regen bei Madisons Landgut in Montpelier. Während dort der Wind am Morgen des 26. „munter“ war, berichtete Annapolis, dass es „hart bläse, wie bei einem Hurrikan und die ganze Nacht regne“. |
| 1795 | North Carolina                                   | 2. August                    | n.v.                                             | Schwere Regenfälle in den Mittelatlantikstaaten, Briefverkehr gestört, Ernten vernichtet. „Eine Flotte achtzehn spanischer Schiffe, die von Havanna nach Spanien segelte, wurde vor dem Cape Hatteras aufgerieben; eine unbekannte Zahl dieser Schiffe ging verloren.“ Annapolis wurden Bäume dem Erdboden gleichgemacht, da „wie ein Hurrikan blies“ und die Wellen waren so hoch, „dass man ohne Boot nicht zum Warenhaus konnte.“ Schiffe wurden an Land getrieben. |
| 1795 | North Carolina                                   | 12. und 13. August           |                                                  | Zusätzliche Überflutungen und Ernteschäden. Der Schaden könne als „moderat geschätzt als ein Jahreseinkommen eingeschätzt werden“, so Thomas Jefferson. Der „kräftige Flutregen“ verursachte in Petersburg, dass Bäche höher stiegen als in den 70 Jahren zuvor. Annapolis berichtete von „harten Winden“ und Regenfällen |
| 1796 | Bahamas                                          | 2. und 3. Oktober            | n.v.                                             | „Verspätung von Schiffen“ |
| 1797 | North Carolina                                   | 5. September                 | n.v.                                             | ein Schiff gesunken |
| 1797 | Bahamas, Landfall bei Charleston, South Carolina | 15. bis 19. Oktober          | n.v.                                             | Viele Schiffe und Leben wurden als verloren gemeldet. |
| 1799 | Jamaika                                          | 23. September                | 27                                               | Der Hurrikan blieb auf See, aber Regen, Fluten und Winde waren stark genug, um Opfer zu verursachen. |